# Маклейн (Іллінойс)
Маклейн (англ. McLean) — селище (англ. village) в США, в окрузі Маклейн штату Іллінойс. Населення — 743 особи (2020).

## Географія
Маклейн розташований за координатами 40°18′56″ пн. ш. 89°10′13″ зх. д. / 40.31556° пн. ш. 89.17028° зх. д. (40.315517, -89.170312).  За даними Бюро перепису населення США в 2010 році селище мало площу 1,12 км², уся площа — суходіл.

## Демографія
Згідно з переписом 2010 року, у селищі мешкало 830 осіб у 319 домогосподарствах у складі 246 родин. Густота населення становила 739 осіб/км².  Було 339 помешкань (302/км²).
Расовий склад населення:
| - 96,5 % — білих - 1,9 % — азіатів - 0,5 % — чорних або афроамериканців - 0,1 % — корінних американців |

До двох чи більше рас належало 1,0 %. Частка іспаномовних становила 0,7 % від усіх жителів.
За віковим діапазоном населення розподілялося таким чином: 24,9 % — особи молодші 18 років, 64,0 % — особи у віці 18—64 років, 11,1 % — особи у віці 65 років та старші. Медіана віку мешканця становила 38,1 року. На 100 осіб жіночої статі у селищі припадало 90,4 чоловіків;  на 100 жінок у віці від 18 років та старших — 86,5 чоловіків також старших 18 років.
Середній дохід на одне домашнє господарство  становив 67 006 доларів США (медіана — 64 531), а середній дохід на одну сім'ю — 78 043 долари (медіана — 75 972). Медіана доходів становила 46 667 доларів для чоловіків та 41 964 долари для жінок. За межею бідності перебувало 5,5 % осіб, у тому числі 10,6 % дітей у віці до 18 років та 7,6 % осіб у віці 65 років та старших.
Цивільне працевлаштоване населення становило 439 осіб. Основні галузі зайнятості: освіта, охорона здоров'я та соціальна допомога — 22,8 %, фінанси, страхування та нерухомість — 16,2 %, виробництво — 10,5 %, будівництво — 10,5 %.